# UKM-2000通用機槍
UKM-2000（-通用機槍2000）是由波蘭以PKM改進而成的通用機槍，發射7.62×51毫米北約標準彈藥。

## 歷史
1999年3月12日，波蘭加入北約組織，波蘭軍隊因而要改用北約制式彈藥。在裝備5.56毫米Wz. 96 Beryl突擊步槍、9毫米NATO的WIST-94半自動手槍以及PM-84 GLAUBERYT衝鋒槍以後，波蘭推出以蘇聯的PKM改進而成發射7.62×51毫米北約制式彈藥的新型通用機槍。

## 衍生型

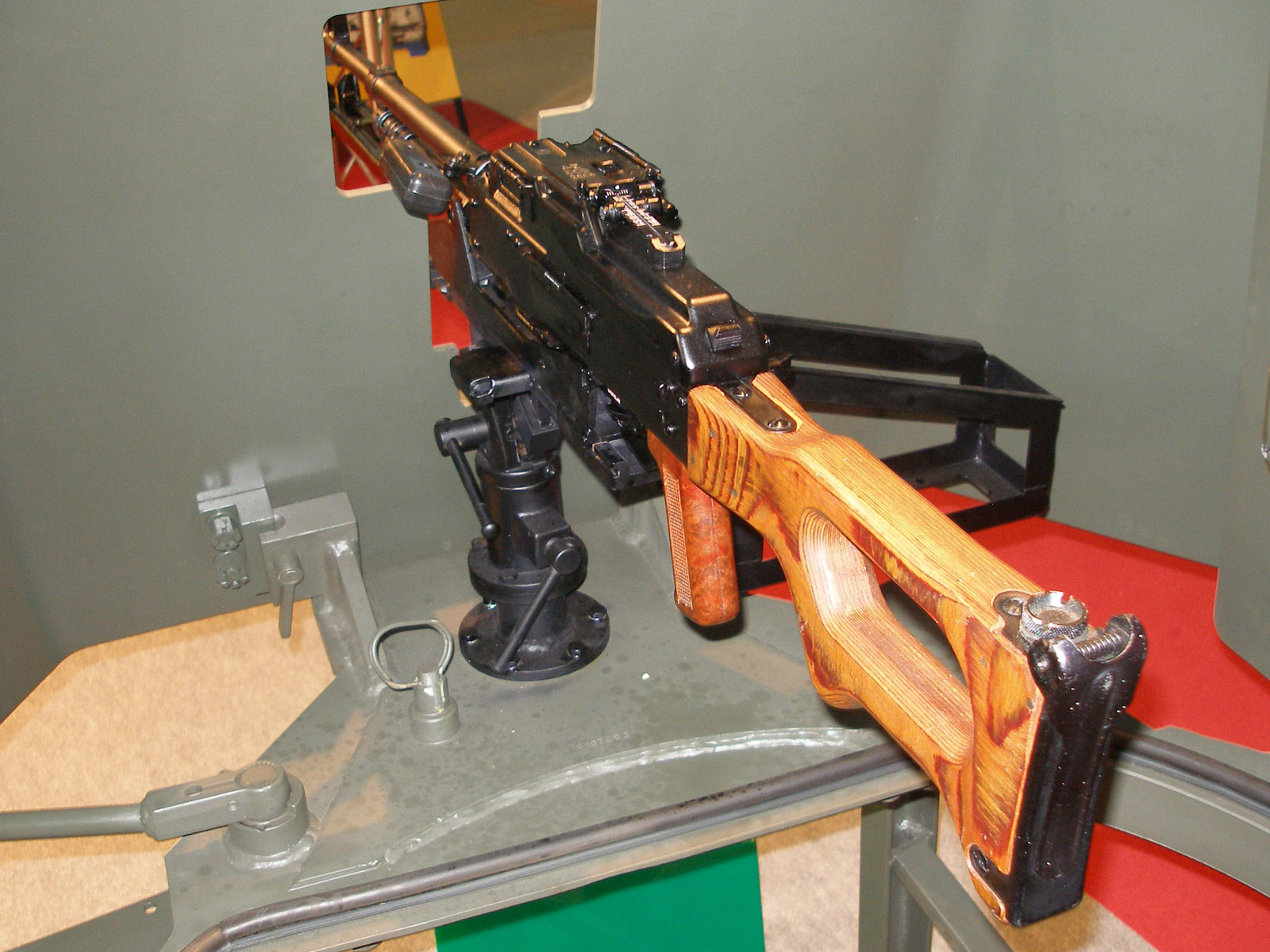
UKM-2000P

- UKM-2000P（標準型）
  - 重8.5公斤
  - 全長1182毫米
  - 槍口初速840米／秒
  - 發射速率700—850發／分鍾
  - 100/200發彈鏈供彈
  - 有效射程1500米
  - 固定槍托
- UKM-2000D（摺疊槍托型）
  - 重8.9公斤
  - 全長1182毫米
  - 槍口初速840米／秒
  - 發射速率700—850發／分鍾
  - 100/200發彈鏈供彈
  - 有效射程1500米
- UKM-2000C（車載／同軸機槍型）
  - 重10.5公斤
  - 全長1100毫米
  - 槍口初速840米／秒
  - 發射速率700—850發／分鍾
  - 250發彈鏈供彈
  - 有效射程2200米
  - 類似PKT同軸機槍